# Liste des députés européens du Portugal de la 9e législature

Cet article présente la liste des députés européens du Portugal élus lors des élections européennes de 2019 au Portugal.

## Députés européens élus en 2019
| Nom                         | Parti                      | Parti | Groupe parlementaire européen |
| --------------------------- | -------------------------- | ----- | ----------------------------- |
| Cláudia Aguiar              | Parti social-démocrate     | PSD   | PPE                           |
| Álvaro Amaro                | Parti social-démocrate     | PSD   | PPE                           |
| André Bradford              | Parti socialiste           | PS    | S&D                           |
| Maria da Graça Carvalho     | Parti social-démocrate     | PSD   | PPE                           |
| Sara Cerdas                 | Parti socialiste           | PS    | S&D                           |
| José Manuel Fernandes       | Parti social-démocrate     | PSD   | PPE                           |
| João Ferreira               | Parti communiste portugais | PCP   | GUE/NGL                       |
| Francisco Guerreiro         | Personnes–Animaux–Nature   | PAN   | Verts/ALE                     |
| José Gusmão                 | Bloc de gauche             | BE    | GUE/NGL                       |
| Margarida Marques           | Parti socialiste           | PS    | S&D                           |
| Maria Manuel Leitão Marques | Parti socialiste           | PS    | S&D                           |
| Pedro Marques               | Parti socialiste           | PS    | S&D                           |
| Marisa Matias               | Bloc de gauche             | BE    | GUE/NGL                       |
| Nuno Melo                   | CDS – Parti populaire      | CDS   | PPE                           |
| Lídia Pereira               | Parti social-démocrate     | PSD   | PPE                           |
| Pedro Silva Pereira         | Parti socialiste           | PS    | S&D                           |
| Sandra Pereira              | Parti communiste portugais | PCP   | GUE/NGL                       |
| Manuel Pizarro Castro       | Parti socialiste           | PS    | S&D                           |
| Paulo Rangel                | Parti social-démocrate     | PSD   | PPE                           |
| Isabel Santos               | Parti socialiste           | PS    | S&D                           |
| Carlos Zorrinho             | Parti socialiste           | PS    | S&D                           |

## Entrants et sortants
| Entrant               | Parti                      | Groupe  | En remplacement de         | Date              | Motif                      |
| --------------------- | -------------------------- | ------- | -------------------------- | ----------------- | -------------------------- |
| Isabel Carvalhais     | Parti socialiste           | S&D     | André Bradford             | 3 septembre 2019  | Décès                      |
| João Pimenta Lopes    | Parti communiste portugais | GUE/NGL | João Ferreira              | 6 juillet 2021    | Démission                  |
| João Albuquerque      | Parti socialiste           | S&D     | Manuel Pizarro             | 13 septembre 2022 | Nomination au gouvernement |
| Carlos Coelho         | Parti social-démocrate     | PPE     | Álvaro Amaro               | 7 juillet 2023    | Démission                  |
| Anabela Rodrigues     | Bloc de gauche             | GUE/NGL | Marisa Matias              | 26 mars 2024      | Démission                  |
| Vasco Becker-Weinberg | CDS – Parti populaire      | PPE     | Nuno Melo                  | 26 mars 2024      | Nomination au gouvernement |
| Ana Miguel dos Santos | Parti social-démocrate     | PPE     | Paulo Rangel               | 2 avril 2024      | Nomination au gouvernement |
| Vânia Neto            | Parti social-démocrate     | PPE     | Graça Carvalho             | 2 avril 2024      | Nomination au gouvernement |
| Teófilo Santos        | Parti social-démocrate     | PPE     | José Manuel Fernandes      | 2 avril 2024      | Nomination au gouvernement |
| Ricardo Morgado       | Parti social-démocrate     | PPE     | Cláudia Monteiro de Aguiar | 5 avril 2024      | Nomination au gouvernement |

## Changement d'affiliation
| Membre | Parti  | Parti   | Groupe | Groupe  | Date |
| Membre | Ancien | Nouveau | Ancien | Nouveau | Date |
| ------ | ------ | ------- | ------ | ------- | ---- |